# Субсидіарний договір
Субсидіарний договір — вид угоди про допомогу між індійськими державами та європейською Ост-Індською компанією. З часом став символом нерівноправної угоди. Система цих договорів дозволяло тривалий час контролювати та керувати Британською Індією та Нідерландською Ост-Індією.

## Історія
Започаткована система субсидіарних договорів Жозефом Франсуа Дюпле, губернатором Французької Ост-Індської компанії, укий у 1740-х роках уклав такі з нізамами Гайдарабаду та навабами Аркоту. Система була згодом прийнята Британською Ост-Індською компанією та Голландською Ост-Індською компанією. 
Найбільш активно британці укладали договори в період з 1799 до 1817 року, що було пов'язано з їх успіхами в англо-маратхських і англо-майсурських війнах. Дещо схожу систему застосовували голландці у власній Ост-Індії (сучасна Індонезія).

## Характеристика
Спочатку являв угоду, за якою компанія надавала своїх найманців (сіпаїв) в обмін на субсидії (грошове утримання) від індійського правителя. З часом зміст договорів було розширенно внаслідок розвитку загарбницької політики, насамперед Британської Ост-Індської компанії.
Згідно з цією системою, індійський правитель, який уклав угоду з відповідною компанією, мав би захистити від будь-яких зовнішніх атак. Натомість мав утримувати за власний рахунок армію компанії в столиці своєї держави, надавати гроші або територію компанії для утримання військ, вигнати всіх інших європейців зі своєї держави, незалежно від того, чи працювали вони в армії чи на державній службі, утримували європейського чиновника, який називався «резидентом», у столиці своєї держави, що спостерігав за всіма переговорами та відносинами з іншими державами, правитель не мав право на дипломатичні відносини без узгодження з компанією чи схвалення резидента. Загалом князівства щорічно виділялося від 1 до 6 млн рупій на утримання британських військ, що економічно, політично та військо послаблювало ці князівства, які вже не мали сил для організації потужного опору чи повстання.